# Chrysocraspeda pulverimargo
Chrysocraspeda pulverimargo är en fjärilsart som beskrevs av Louis Beethoven Prout 1917. Chrysocraspeda pulverimargo ingår i släktet Chrysocraspeda och familjen mätare. Inga underarter finns listade i Catalogue of Life.